# Lorena Duany
Lorena Duany (* 22. September 1992) ist eine peruanische Badmintonspielerin. 

## Karriere
Lorena Duany gewann bei den Nachwuchs-Panamerikameisterschaften von 2004 bis 2006 vier Titel. 2009 siegte sie bei den Guatemala International und wurde Zweite bei den Brazil International. Bei den nationalen Titelkämpfen des Jahres 2009 gewann sie Bronze. Bei den Panamerikanischen Spielen 2011 wurde sie Fünfte im Doppel und Neunte im Mixed.

## Sportliche Erfolge
| Saison | Veranstaltung                        | Disziplin   | Platz | Name                            |
| ------ | ------------------------------------ | ----------- | ----- | ------------------------------- |
| 2004   | Panamerikameisterschaft Junioren U13 | Mixed       | 1     | Mario Cuba / Lorena Duany       |
| 2004   | Panamerikameisterschaft Junioren U13 | Damendoppel | 1     | Katherine Winder / Lorena Duany |
| 2006   | Panamerikameisterschaft Junioren U15 | Damendoppel | 1     | Lorena Duany / Katherine Winder |
| 2006   | Panamerikameisterschaft Junioren U15 | Dameneinzel | 1     | Lorena Duany                    |
| 2009   | Guatemala International              | Mixed       | 1     | Rodolfo Ramírez / Lorena Duany  |

## Referenzen
- Lorena Duany beim Badminton-Weltverband

| Personendaten    | Personendaten                  |
| ---------------- | ------------------------------ |
| NAME             | Duany, Lorena                  |
| KURZBESCHREIBUNG | peruanische Badmintonspielerin |
| GEBURTSDATUM     | 22. September 1992             |